# GNU-Darwin
GNU-Darwinは、OS XとDarwinオペレーティングシステム用のパッケージアプリケーションである。それらが配布するバージョンは現在のリリースから遅れがちであるが、Darwinに基づいた、（Appleによって製造された）DarwinオペレーティングシステムとOpenDarwinオペレーティングシステムの配布バージョンでもある。このプロジェクトが、その目標は、「DarwinとGNUの唯一の組み合わせに影響力を行使することでプロジェクトに集中し、ユーザーがソフトウェアの自由の利益を楽しむことを助ける」ためであると明言している。

## 歴史
2000年11月、Mac OS Xに自由ソフトウェアアプリケーションを移植することを目標として、Michael L. Loveによりこのプロジェクトは設立された。
元々、LoveはMac OS Xがデフォルトで使用するQuartzグラフィックレイヤーを使用するようにソフトウェアを書き直すことを意図していた。XonXプロジェクトがMac OS XおよびDarwinにX Window Systemを移植した後、GNU-Darwinプロジェクトの目標は単にX Window Systemを扱うようにソフトウェアをパッケージすることへと変更された。
2002年に、Darwinが基づいているライセンスであるApple Public Source License (APSL) を修正するようにアップルへ圧力をかけることを目的として、GNU-Darwinグループは"Free Darwin"と呼ばれるキャンペーンを始めた。Free Darwinキャンペーンは、GNU-Darwinが（CocoaやCarbonを含む）プロプライエタリなライブラリに結びつけられたソフトウェアのサポートを止め、x86アーキテクチャに切り替えた2002年の12月に最高潮に達した。PowerPCへの提供はメンテナンスモードへと移された。2003年の7月に、アップルは、フリーソフトウェア財団から「自由ソフトウェア」の証明を得るため、APSLのバージョン2.0をリリースした。
このパッケージマネージャのバージョン1.0は、15,000以上のソフトウェアパッケージにインストールを可能にするため、2003年1月にリリースされた。

## 解説
現行のバージョンにおいて、GNU-Darwinは既存のOS X、Darwin、あるいはOpenDarwinの上からインストールすることが可能である。このプロジェクトは、OpenDarwinに付いてくるGNU-Darwinをバンドルし、それゆえに1段階のインストールを作成し、しかしながら何年経過しても姿を見せる、ブート可能なインストーラーをリリースすることを計画している。
GNU-DarwinシステムはFreeBSD ports collectionの一部である。makefileに、ソフトウェアパッケージの場所の指定と、それらをDarwin上にインストールする方法が含まれてるこれらのメイクファイルはディレクトリ階層で配置される。ユーザーはインストールしたいソフトウェアに相当するディレクトリを見付け、直接そのソフトウェアをダウンロードしたディレクトリ内でコマンドを実行し、コンパイルし、そしてインストールする。その代わりに既にコンパイルされた（バイナリ）パッケージは時々利用可能で、pkg_addコマンドを使用することでインストールされる。
GNU-DarwinはGNUstepからいくつかのパッケージも配布する。GNUstepプロジェクトは、UNIX上でOPENSTEPオブジェクト指向開発環境のフリーな実装を作成するために1994年より始められた。
全てのGNU-DarwinパッケージはWebから無料でダウンロードできる。このプロジェクトは、プロジェクトを戻すために、そのパッケージをCDやDVDを購入することでパッケージを利用することもできる。2つの例として、PowerPC用の5つのDVDセットが含まれる。それはWebサイトにおいて45米ドルで売られたものと、250米ドルでx86やPowerPC用のインストール済みのハードドライブで売られたものである。